# Сан Пабло де лас Салинас
Вижте пояснителната страница за други значения на Салинас.
Сан Пабло де лас Салинас (на испански: San Pablo de las Salinas) е град в щата Мексико в държавата Мексико. Сан Пабло де лас Салинас е с население от 189 453 жители (по данни от 2010 г.). Разположен е на 2250 метра н.в. в часова зона UTC-6.